# Semidonta tusa
Semidonta tusa är en fjärilsart som beskrevs av Swinhoe 1907. Semidonta tusa ingår i släktet Semidonta och familjen tandspinnare. Inga underarter finns listade i Catalogue of Life.